# Sverigetopplistan
Sverigetopplistan — з жовтня 2007 національний шведський чарт. Раніше називався Topplistan, Hitlistan. Дані про продажі альбомів і пісень бере з «Grammofonleverantorernas forening». В кінці 2006 у чарті офіційно стали брати участь пісні та альбоми у цифровому форматі.
З 1976 по 2006 роки про результати хіт-параду повідомлялося по радіо Sveriges Radio P3. Потім P3 представляло результати тільки пісень в цифровому форматі. В даний час інформацію про підсумки чарту надає система Nielsen SoundScan.